# Aschheimer Straße
Die Aschheimer Straße ist eine Innerortsstraße im Stadtbezirk Berg am Laim (Nr. 14) von München.

## Verlauf
Die Straße beginnt an der Kreuzung der vom Innsbrucker-Ring-Tunnel kommenden Ampfingstraße mit der Grafinger Straße. Sie führt in südlicher Richtung am Piusplatz entlang. Sie endet an der Kreuzung, an der ihre Verlängerung, nämlich die Melusinenstraße, sowie die  Anzinger Straße und die den Innsbrucker Ring kreuzende Bad-Schachener-Straße zusammentreffen.

## Öffentlicher Verkehr
Die nächstgelegenen U-Bahn-Stationen sind der U-Bahnhof Karl-Preis-Platz der Linie U 2 und der U-Bahnhof Innsbrucker Ring der Linien U 2 und U 5. Eine Metrobuslinie durchfährt die Straße.

## Namensgeber
Die Straße ist nach der Gemeinde Aschheim östlich von München benannt.

## Charakteristik
Die Straße, die getrennte Richtungsfahrbahnen besitzt, liegt in der ab 1928 erbauten, von Karl Sebastian Preis und der GEWOFAG geschaffenen Großsiedlung Neuramersdorf, deren Nordteil zum Stadtbezirk Berg am Laim gehört.

## Denkmalgeschützte Bauwerke
In der Aschheimer Straße stehen keine denkmalgeschützten Gebäude.

### In der Nähe

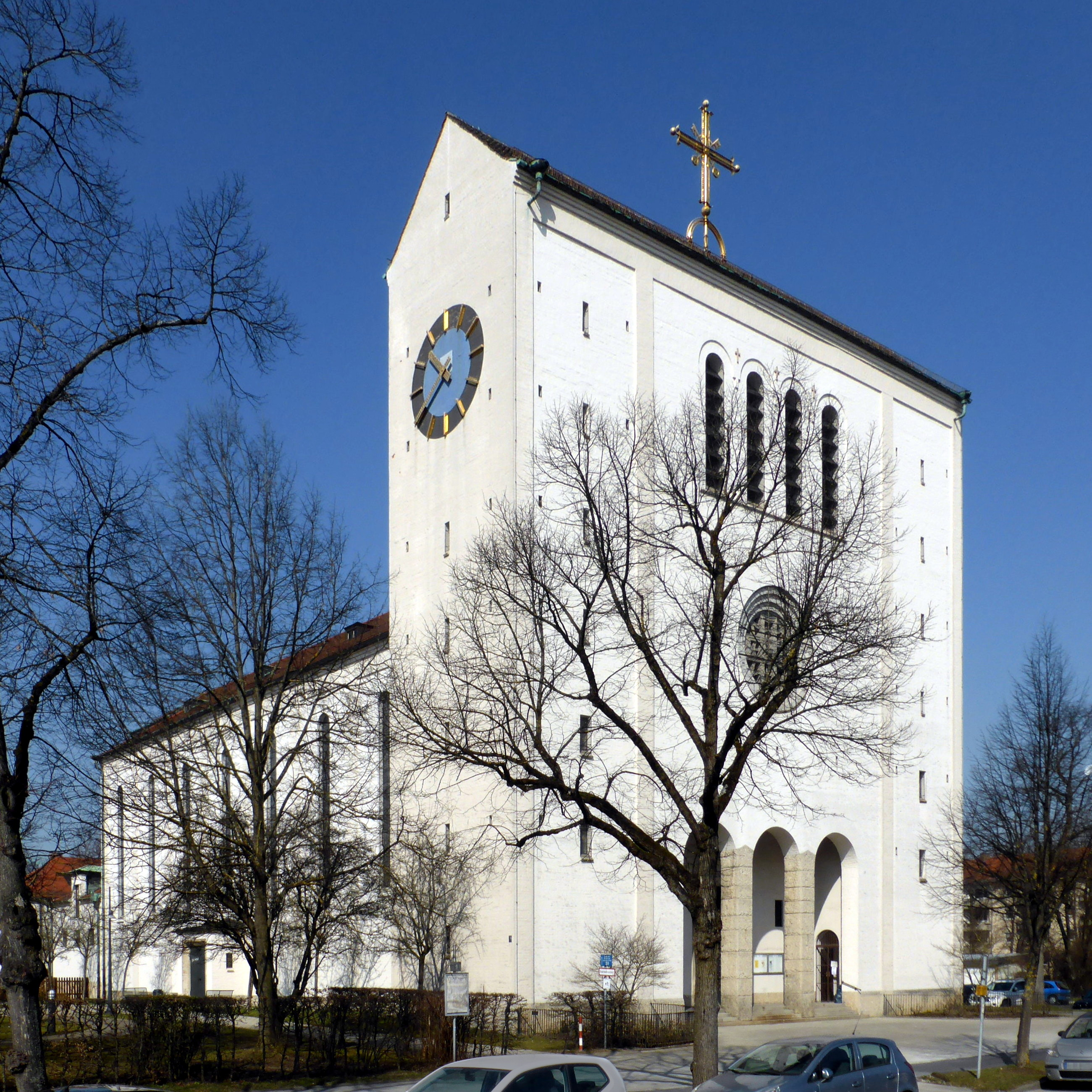
St. Pius

- Katholische Pfarrkirche St. Pius, Piusstraße 7, geschlämmter Backsteinbau mit monumentalem, traufseitigem Fassadenblock mit Satteldach und offener Portalvorhalle, Wandpfeilerkirche mit flacher Holzdecke und flach geschlossenem Chorraum, in Anklängen an das Neue Bauen, von Richard Berndl, 1931/32 (Denkmalliste D-1-62-000-5365).

## Markante Gebäude

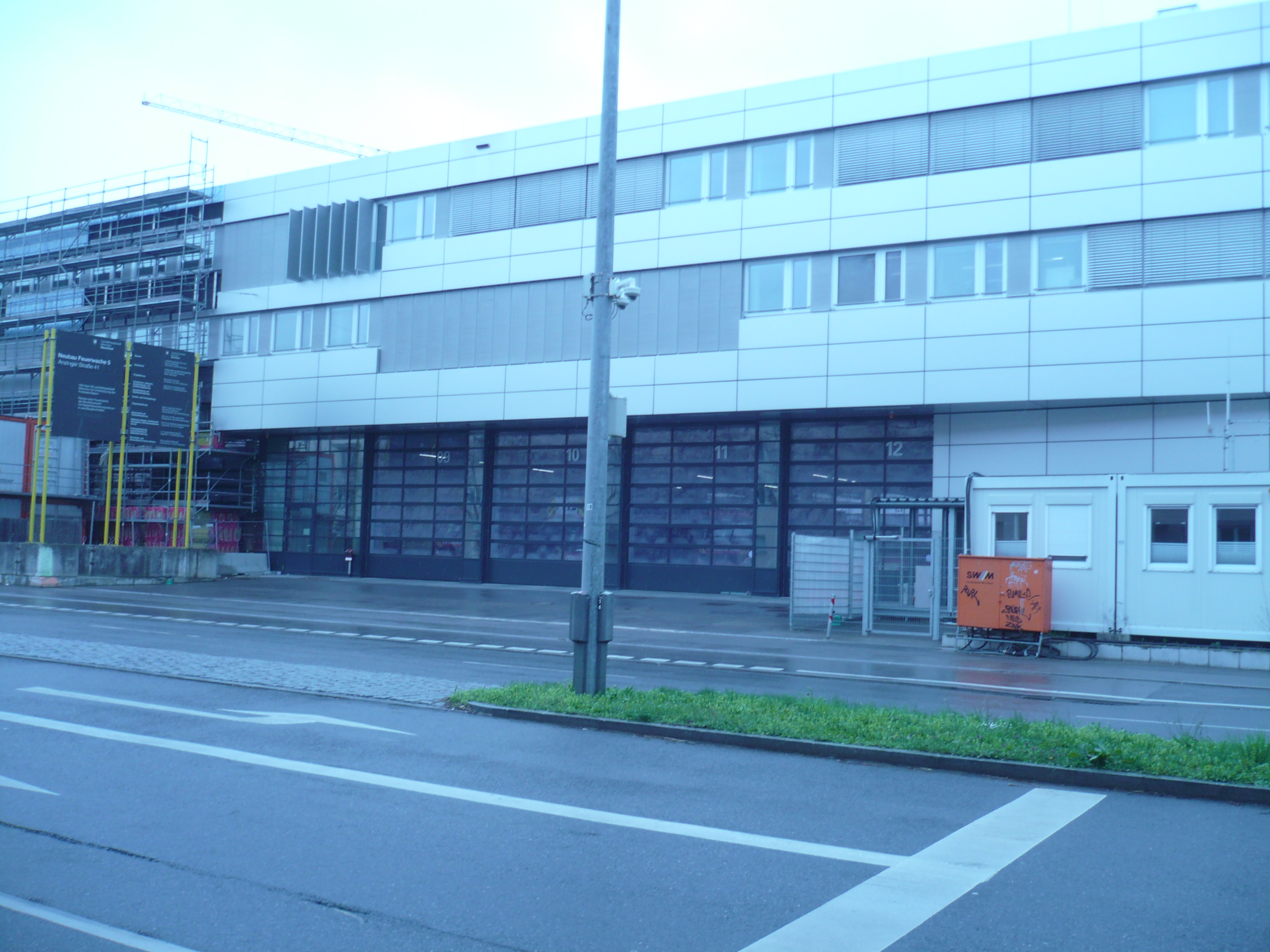
Feuerwache 5

- Neue Feuerwache 5 Ramersdorf, Aschheimer Straße 30 (ersetzt die abgebrochene frühere Feuerwache an der Ecke Anzinger Straße).